# Cricotopus algarum
Cricotopus algarum är en insektsart som först beskrevs av Jean-Jacques Kieffer 1911. Cricotopus algarum ingår i släktet Cricotopus, och familjen fjädermyggor. Det är osäkert om arten förekommer i Sverige. Inga underarter finns listade i Catalogue of Life.